# 宇部工業高等専門学校
宇部工業高等専門学校（うべこうぎょうこうとうせんもんがっこう、英称:National Institute of Technology, Ube College ，NITUC）は、山口県宇部市にある日本の国立高等専門学校である。1962年に設置された。略称は宇部高専。

## 概観
宇部工業高等専門学校は、国立宇部工業短期大学を前身とし、高等専門学校制度が発足した1962年に国立高専第1期校の12校のひとつとして設置された。
山口県内には後に、大島商船高専（1967年）、徳山高専（1974年）が設置されるが、全国に51校しかない国立高等専門学校が、1つの県で3校存在するケースは非常に珍しい（他県で3校設置は福岡県のみ（北九州高専、久留米高専、有明高専）。また、面積が国土の約2割を占める北海道には、4校設置されている）。
また宇部高専には高専としては珍しい情報系の学科、経営情報学科が設置されている。経営情報学科が設置されているのは全国54高専の中で宇部高専だけである。

## 沿革
- 1961年4月1日　国立宇部工業短期大学開学、山口大学長 田中 晃が初代学長を併任。
- 1962年4月1日　国立宇部工業短期大学に国立宇部工業高等専門学校を附設し開校、山口大学長 田中 晃が初代校長を併任、機械工学科・電気工学科設置。
- 1963年4月1日　山口大学工学部常盤寮第4寮を仮宿舎として開寮。
- 1964年4月1日　新寮を宇部工業高等専門学校白鳥寮と称し、常盤寮より移転を開始。
- 1966年
  - 2月2日　校歌制定（作詞：上田敏雄／作曲：岡田昌大）。
  - 3月31日 国立宇部工業短期大学廃止。
  - 4月1日　工業化学科設置[1]。
- 1969年4月1日　1・2学年男子全寮制実施[1]（3～5学年は希望制）。
- 1987年4月10日　国費外国人留学生受入開始。
- 1988年4月1日　制御情報工学科設置、総合技術教育センター設置、1・2学年男子全寮制を2学年男子自宅通学可に一部緩和。
- 1990年
  - 4月1日　工業化学科を物質工学科に改組。
  - 4月10日　1・2学年男子全寮制を廃止、白鳥寮に女子寮を設置。
- 1992年4月1日　経営情報学科設置[1]、学校週5日制開始。
- 1997年4月1日　専攻科（生産システム工学専攻、物質工学専攻）設置[1]。
- 2003年12月16日　地域共同テクノセンター設置（総合技術教育センターを統合）。
- 2004年4月1日　独立行政法人国立高等専門学校機構宇部工業高等専門学校に移行。
- 2005年
  - 4月1日　専攻科（経営情報工学専攻）設置[1]。
  - 5月12日　教育プログラム「創造デザイン工学」日本技術者教育認定機構（JABEE）認定。
- 2009年4月23日　教育プログラム「経営情報工学」日本技術者教育認定機構（JABEE）認定。
- 2014年
  - シンボルマークおよびスクールカラー（ロイヤルブルー）制定。
  - 4月1日　JABEE認定教育プログラムの「創造デザイン工学」を「生産システム工学」に名称変更[1]。
- 2016年3月9日　教育プログラム「物質工学」日本技術者教育認定機構（JABEE）認定。
- 2017年4月1日　2学期制から4学期制に移行。
- 2019年　教育プログラム「経営情報工学」日本技術者教育認定機構（JABEE）認定取り止め。
- 2020年　教育プログラム「生産システム工学」及び「物質工学」日本技術者教育認定機構（JABEE）認定取り止め。[2]
- 2022年4月1日　国際寮運用開始[3]。

## 歴代校長
- 初 代：田中 晃（山口大学名誉教授、山口大学長併任）
- 第2代：加藤 常太郎（九州大学名誉教授、元 九州大学生産科学研究所長）
- 第3代：山縣 清（九州大学名誉教授、元 九州大学工学部長）
- 第4代：今川 博（元 山口大学工学部長）
- 第5代：木村 規（元 山口大学工学部教授）
- 第6代：大原 資生（山口大学名誉教授、元 山口大学工学部長）
- 第7代：三分一 政男（山口大学名誉教授、元 山口大学長）
- 第8代：幡中 憲治（山口大学名誉教授、元 山口大学工学部教授）
- 第9代：福政 修（元 山口大学大学院理工学研究科教授）
- 第10代：三谷 知世（元 東京工業高等専門学校教授）
- 第11代：山川 昌男（元 文部科学省大臣官房文教施設企画･防災部 施設企画課長)
- 第12代：金寺 登（元 石川工業高等専門学校教授）

## 設置学科
2023年度現在、下記の学科が設置されている。括弧内は略称。修業年限は本科5年、専攻科2年である。

### 本科（準学士課程）
- 機械工学科（M）：工業製品の研究開発、設計、生産技術などに係わる実践的機械技術者を育成。略称は「Department of Mechanical Engineering」より。
- 電気工学科（E）：電力、電子・制御、情報・通信などの分野の実践的電気技術者を育成。略称は「Department of Electrical Engineering」より。
- 制御情報工学科（S）：情報通信技術を駆使し、ロボットなどの動きを制御することができる実践的情報技術者を育成。略称は「Department of Intelligent System Engineering」より。
- 物質工学科（C）：化学工業または生物工業における開発、生産などに係わる実践的技術者を育成。略称は「Department of Chemical and Biological Engineering」より。
- 経営情報学科（B）：経済社会と情報技術の発展に対応し得る実践的知識と技術を有する「経営のエンジニア」を育成。略称は「Department of Business Administration」より。

### 専攻科（学士課程）
- 生産システム工学専攻（P）[5]
- 物質工学専攻（D）[5]
- 経営情報工学専攻（K）[5]

## 学生生活
- 創立以来、大学や短期大学と同様に2学期制（前期・後期）を採用していた（以前は9月に前期末試験が行われ、10月上旬の秋休み後に後期に入っていたが、平成19（2007）年度から前期は8月上旬に終わり、後期は10月から始まるようになった）。平成29（2017）年度より、短期集中型学習やグローバル化を目的として4学期制に移行した。日本で4学期制を採用する大学は多くなく、国立高専では八戸高専に次いで2校目の採用である。
- 本科4学年、もしくは本科5学年から、教授、准教授の研究室に入り卒業研究を行う。卒業研究の開始時期は学科によって異なり、機械工学科・電気工学科・物質工学科は4学年後期、制御情報工学科は4学年前期、経営情報学科は5学年から始まる。
- 高専をストレートに5年間で卒業できる者は、全国平均でおよそ3/4といわれているが、当校も例外ではなく、原級留置（留年）する学生も少なくない。ちなみに当校の最高在籍記録は11年（1年間の休学を含む）である。また、同じクラスから一度に18人の留年者を出したこと（つまりクラスメートの約半分が留年）もある。

### 学生寮
常盤湖西岸に「白鳥寮（はくちょうりょう）」が設置されている。

### 通学
徒歩、自転車、原動機付自転車、小型自動二輪車（125cc以下）、自動車、公共交通機関がある。
- 原動機付自転車および小型自動二輪車は、3年生以上から許可
- 自動車は4年生以上から許可（近隣の有料駐車場を利用）

## クラブ活動
クラブの数は宇部市近郷の高等学校、高等専門学校の中で最も多い。（2017年6月現在）

### 体育系
- 空手道部
- 弓道部
- 剣道部
- 硬式テニス部
- 硬式野球部
- サッカー部
- 柔道部

- 少林寺拳法部
- 水泳部
- ソフトテニス部
- 卓球部
- ハンドボール部
- バスケットボール部（男子）
- バスケットボール部（女子）

- バドミントン部
- バレーボール部
- ラグビー部
- 陸上競技部
- ワンダーフォーゲル部
- ストリートダンス部

### 文化系
- 吹奏楽部
- コンピュータ部
- ロボット研究部
- 英会話部
- オーディオ部

- 囲碁・将棋部
- 華道・茶道部
- 美術部
- 文芸部
- 写真部

- ETロボコン同好会
- JAZZ研究会（非公式）
- 経営情報学科 資格取得愛好会（非公式）
- 学生会国際交流部
- 学生会社会貢献部

## 立地
丘陵地である常盤台に位置し、山口大学工学部（常盤キャンパス）に隣接する。モモイロペリカン「カッタ君」で知られるときわ公園が近くにある。
最寄り駅は常盤駅や東新川駅だが、どの駅も宇部高専からは離れているため駅からは自転車を使って通学する学生が多い。
また、宇部高専が立地上、丘の上に存在するため、自転車で通学する学生のほとんどが高専の手前にある上り坂に悩まされている。

## 交通アクセス
- JR宇部線宇部新川駅から宇部市営バス　ひらき台、または開・萩原行（循環）に乗車して、高専グランド前で下車後、徒歩約3分（所要時間約20分）
- JR山陽新幹線新山口駅から車で約40分
- JR山陽本線宇部駅から車で約30分
- 山口宇部空港から車で約15分
- JR宇部線東新川駅から徒歩で約30分、常盤駅から徒歩30分

## 対外関係

### 他大学との協定

#### 国内大学
- 早稲田大学（大学院情報生産システム研究科）：2003年4月1日締結
- 北陸先端科学技術大学院大学：2005年11月7日締結
- 徳山工業高等専門学校、大島商船高等専門学校：2006年2月23日締結
- 広島大学（総合科学部・大学院総合科学研究科）：2010年11月1日締結
- 放送大学学園：2014年1月15日締結

　  単位互換協定を結んでおり、放送大学で取得した単位を卒業に要する単位として認定することができる
- 広島大学（工学部・大学院工学研究科） ：2016年4月1日締結
- 山口大学：2017年6月1日締結
- 奈良先端科学技術大学院大学：2017年10月19日締結
- 山口大学工学部：2021年2月8日締結
- 熊本学園大学（大学院会計専門職研究科）：2021年2月16日締結
- 九州工業大学（ニューロモルフィックAIハードウェア研究センター）：2023年3月20日締結

#### 海外大学
オーストラリア
- ニューカッスル大学 (オーストラリア)：2015年8月10日締結

 韓国
- 東義科学大学：2004年1月7日締結
- 永進専門大学校（旧 永進専門大学）：2016年7月1日締結

 中国
- ハルビン工業大学（威海）:2007年10月17日締結

 ロシア
- コムソモリスク工科大学：2008年12月23日締結
- アムール人文教育大学：2009年12月23日締結

 台湾
- 国立聯合大学：2014年11月21日締結
- 文藻外語大学：2016年3月28日締結

 シンガポール
- ナンヤンポリテクニック：2016年2月23日締結

 ベトナム
- 商工短期大学（旧 フックエン工業短期大学）：2017年6月26日締結
- フエ工業短期大学：2017年10月4日締結

 ニュージーランド
- クライストチャーチ工科大学：2018年3月13日締結
- ワイカト工科大学：2018年5月4日締結

### 企業・団体との協定
- 宇部市：2005年4月28日、2021年2月8日締結
- 山口県産業技術センター：2005年10月27日締結
- 山口銀行：2007年6月14日締結
- 西京銀行：2014年1月10日締結
- 宇部興産機械（現 UBEマシナリー）：2016年2月3日締結
- 下関ライオンズクラブ：2018年2月27日締結
- 公益社団法人日本技術士会中国本部山口県支部：2021年1月25日締結

## 卒業後の進路
- 1967年に第1期卒業生を送り出して以降、本科卒業生8,598名、専攻科修了生615名が技術者や研究者として国内外で活躍している。（2021年5月現在）

就職
- 就職率は、東証一部上場企業を中心にほぼ100％である。

進学
- 本科卒業生の約30%が、高専専攻科や大学に編入している。本校専攻科に約50%、残りは国立大学3年次編入が主となっている。
- 高専卒業生を過半数編入学させることを目的とした豊橋技術科学大学、長岡技術科学大学や、本校隣接の山口大学、近県の九州工業大学、九州大学、熊本大学、広島大学、岡山大学への編入学者が多い。
- 東京大学、東京工業大学、大阪大学等の難関大学への編入学実績もある。
- 近年では公立大学や私立大学への編入学実績もある。
- 専攻科卒業生の約30％が大学院に進学しており、国立大学大学院が主となっている。

## 出身者
- 伊藤好生（元 パナソニック副社長、日中経済貿易センター代表理事会長、機械工学科第7期卒）
- 岡村精二（元 山口県議会議員、元 精華学園高等学校理事長・校長、工学博士、機械工学科第8期卒）
- 玉野和紀（タップダンサー、工業化学科第9期卒）
- 元永好多朗（陸上競技選手、電気工学科3学年修了後退学し帝京大学へ進学）